# Boudewijn Zwart
Boudewijn Zwart (Amersfoort, 1 december 1962) is een Nederlandse beiaardier, organist, pianist en componist.

## Levensloop
Boudewijn Zwart stamt uit een organistenfamilie. Hij studeerde beiaard aan de Nederlandse Beiaardschool in Amersfoort en piano (hoofdvak) aan het Sweelinck-conservatorium in Amsterdam (de voorloper van het Conservatorium van Amsterdam). In 1990 won hij alle categorieën van de driejaarlijkse Internationale Beiaardwedstrijd "Koningin Fabiola" in Mechelen (België).
Samen met Henry Groen (1957) vormde Zwart jarenlang het Nederlands Carillon Duo. Hij is stadsbeiaardier van Dordrecht (Grote Kerk), Ede (Oude Kerk), Gouda (St. Janstoren), Amsterdam (Westertoren, Zuidertoren, en de Oude Kerk), Bergambacht (St. Laurentiustoren), Schoonhoven, IJsselstein, Barneveld, Apeldoorn, Wageningen en Zeewolde. Hij heeft verschillende composities op zijn naam staan. Hij is president van de internationale beiaardiersvereniging Eurocarillon.
Naast het bespelen van de vaste carillons in kerktorens heeft Boudewijn Zwart een mobiel carillon ontwikkeld waarmee overal concerten gegeven kunnen worden, zowel in de open lucht als binnen. Dit carillon telt vijftig bronzen klokken. Onder de titel "Bell Moods" geeft hij concerten met zowel klassieke muziek, als jazz en volksmuziek. Daarnaast treedt hij op met verschillende kinderprogramma's en familievoorstellingen.
Livestreams Corona:
Vanaf de coronaperiode (april 2020) is Boudewijn gestart met livestreams waarin mensen verzoekjes konden indienen en live vanuit huis konden meegenieten. Het begon met uitzenden via een mobieltje en is inmiddels uitgegroeid tot een professionele "studio op hoogte." De livestreams worden iedere zaterdag tussen 10 en 11 uur uitgezonden in het voorjaar, najaar en winter, via de Facebookpagina: https://www.facebook.com/carillonschoonhoven
Boudewijn Zwart is een van de oprichters van het Oude Haven Concert dat sinds 1998 jaarlijks op de eerste zaterdag van september plaatsvindt in Schoonhoven. Sinds 2002 heeft Zwart ook de leiding van het Carillon Instituut Nederland te Dordrecht, een private hogere beroepsopleiding voor beiaardiers.

## Discografie
- Boudewijn Zwart live at the Westertoren
- Euro Carillon (samen met anderen)
- Bachs Luitsuites voor carillon (samen met Henry Groen)
- Beiaarden van de Veluwe (samen met Freek Bakker en Henry Groen)
- Zeewolde Musiceert
- Torenmuziek Dordrecht (acht cd's - o.a. samen met Henry Groen)